# Malcolmiella subgranifera
Malcolmiella subgranifera är en lavart som beskrevs av Kalb & Elix. Malcolmiella subgranifera ingår i släktet Malcolmiella och familjen Pilocarpaceae.   Inga underarter finns listade i Catalogue of Life.